# Durnovaria
Durnovaria ist der antike Name von Dorchester in England. Es handelte sich um den Hauptort der civitas der Durotriges, einem keltischen Stamm. Wahrscheinlich im zweiten Jahrhundert n. Chr. wurde das Civitasgebiet geteilt und Lindinis wurde zu dem Hauptort des anderen Teiles. Durnovaria liegt an der Frome und war darüber gut mit dem Meer verbunden.
Durnovaria wurde in flavischer Zeit zu einer römischen Stadt mit rechtwinkligen Straßen und öffentlichen Gebäuden ausgebaut. Es gab vielleicht ein Militärlager an gleicher Stelle, doch konnte dieses bisher nicht mit Sicherheit lokalisiert werden. Wegen der modernen Überbauung ist es jedoch nur schwer möglich sich ein vollständiges Bild der antiken Stadt zu machen. Die Stadt war im Grundriss etwa quadratisch und dabei ca. 500 × 500 Meter groß. Im Nordosten grenzte die Stadt an die Frome, so dass die Ecke des Stadtquadrates hier praktisch „abgeschnitten“ ist.
Es gab eine Stadtmauer mit wohl vier Toren. Die Mauer wurde wahrscheinlich erst im späten zweiten Jahrhundert erbaut und um 300 n. Chr. verstärkt. Für die Wasserversorgung gab es einen Aquädukt, der am Westtor in die Stadt eintrat.

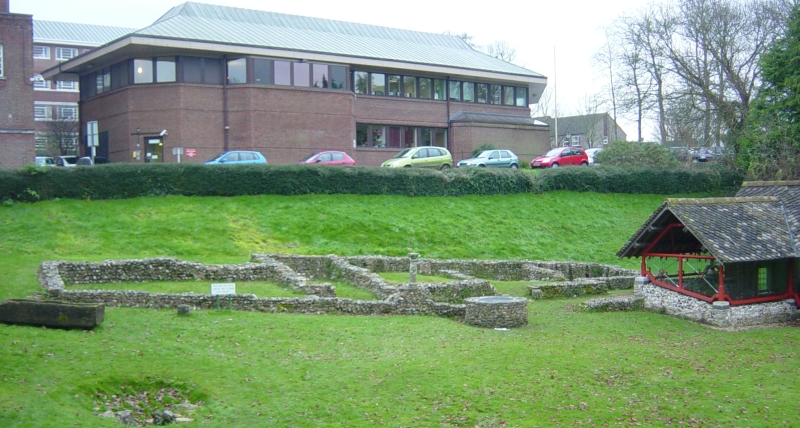
Römische Ruinen in der heutigen Stadt

Im Süden, außerhalb der Stadtmauer konnte ein Amphitheater entdeckt werden, dass in eine neolithische Wallanlage hineingebaut wurde (siehe: Maumbury Rings). Es ist mit einem Außendurchmesser von ca. 100 Meter relativ groß. Im Süden der Stadt fand sich ein Bad. Die Stadt bestand anscheinend zunächst meist aus Häusern in Holzbauweise. Erst im Laufe des zweiten Jahrhunderts wurden diese durch solche aus Stein ersetzt. Ein villaartiges Haus im Nordwesten der Stadt war reich mit Mosaiken ausgestattet und ist zum großen Teil ausgegraben. Andere Wohnbauten sind meist nur zum Teil bei Bauarbeiten in der Stadt angeschnitten worden. Auffallend ist die große Zahl von über 60 Mosaiken, die sich in der Stadt fanden und auf einen großen Wohlstand hindeuten.
Außerhalb der Stadt konnten verschiedene Friedhöfe beobachtet und teilweise ausgegraben werden. Die Stadt wurde im Laufe des fünften nachchristlichen Jahrhunderts verlassen.